# ロックバンド (音楽ゲーム)
『ロックバンド』(Rock Band)は、ハーモニクス・ミュージック・システムズ(Harmonix Music Systems)が開発し、EA及びMTV Gamesが販売する音楽ゲーム。

## 概要
同社が開発する「ギターヒーロー」シリーズのように、「ロックバンド」 はプレーヤーが正しいタイミングでボタンを押すことにより、ロックの歌を演奏できる。しかし本作はプレーヤーがギターだけでなく、エレクトリックベース、ボーカル及びドラムセットを演奏することを可能にした。
ロックバンドシリーズでは、標準コントローラーのみでは一切プレイができない。ギタリスト/ベーシストでのプレイにはギターコントローラー、ドラマーでのプレイにはドラムコントローラー、ヴォーカリストは標準コントローラーに接続したヘッドセット、またはマイクロフォンコントローラーが必要である。ただし、一部を除いて、他の音楽ゲームのコントローラーを相互に使うことが可能。
現在のところ、日本版の発売は未定。キューエンタテインメントが日本版のリリースを表明しているが、第一報以来一年以上全く音沙汰がない。
日本人としてはX JAPANが『Rock Band 2（ロックバンド2）』にて初採用されている。

## 収録曲一覧

### 主要曲
- ジェット 『アー・ユー・ゴナ・ビー・マイ・ガール』
- スウィート 『BALLROOM BLITZ』
- サウンドガーデン『BLACK HOLE SUN』
- ラモーンズ『ブリッツクリーグ・バップ』
- ホール『CELEBRITY SKIN』
- スマッシング・パンプキンズ『CHERUB ROCK』
- レディオヘッド『クリープ』
- レッド・ホット・チリ・ペッパーズ『DANI CALIFORNIA』
- フォール・アウト・ボーイ『DEAD ON ARRIVAL』
- キッス『DETROIT ROCK CITY』
- ブルー・オイスター・カルト『(DON'T FEAR) THE REAPER』
- ニュー・ポルノグラファーズ『ELECTRIC VERSION』
- メタリカ『ENTER SANDMAN』
- フェイス・ノー・モア『EPIC』
- モリー・ハチェット『FLIRTIN' WITH DISASTER』
- ボストン『FOREPLAY/LONG TIME』
- ローリング・ストーンズ『ギミー・シェルター』
- クイーンズ・オブ・ザ・ストーン・エイジ『GO WITH THE FLOW』
- ザ・アウトローズ『GREEN GRASS AND HIGH TIDES』
- ナイン・インチ・ネイルズ『THE HAND THAT FEEDS』
- OK Go『HERE IT GOES AGAIN』
- ディープ・パープル『ハイウェイ・スター』
- ガービッジ『I THINK I'M PARANOID』
- ニルヴァーナ『IN BLOOM』
- フー・ファイターズ『LEARN TO FLY』
- ハイヴス『MAIN OFFENDER』
- ヤー・ヤー・ヤーズ『MAPS』
- マウンテン『MISSISSIPPI QUEEN』
- ポリス『NEXT TO YOU』
- R.E.M.『ORANGE CRUSH』
- ブラック・サバス『PARANOID』
- ザ・ストロークス『REPTILIA』
- アイアン・メイデン『RUN TO THE HILLS』
- ビースティ・ボーイズ『サボタージュ』
- ウィーザー『SAY IT AIN'T SO』
- ザ・クラッシュ『ステイ・オア・ゴー』
- デヴィッド・ボウイ『SUFFRAGETTE CITY』
- ラッシュ『TOM SAWYER』
- エアロスミス『TRAIN KEPT A-ROLLIN'』
- ストーン・テンプル・パイロッツ『VASOLINE』
- ボン・ジョヴィ『WANTED DEAD OR ALIVE』
- ピクシーズ『WAVE OF MUTILATION』
- コヒード・アンド・カンブリア『WELCOME HOME』
- ザ・キラーズ『WHEN YOU WERE YOUNG』
- ザ・フー『無法の世界』

### ボーナス曲
- ザ・コンクス『29 FINGERS』
- アナーキー・クラブ『BLOOD DOLL』
- フリーズポップ『BRAINPOWER』
- デス・オブ・ザ・クール『CAN'T LET GO』
- ザ・アクロブラッツ『DAY LATE, DOLLAR SHORT』
- ホネスト・ボッブ・アンド・ザ・ファクトリー・トゥー・ディーラー・インセンティヴス『I GET BY』
- フライリーフ『I'M SO SICK』
- クルーケッドX『NIGHTMARE』
- トライブ『OUTSIDE』
- バング・カマロ『PLEASURE (PLEASURE)』
- ヴァジアント『SEVEN』
- ザ・マザー・ヒップズ『TIME WE HAD』
- ティミー・アンド・ザ・ローズ・オブ・ザ・アンダーワールド『TIMMY AND THE LORDS OF THE UNDERWORLD』

### ダウンロード曲
ダウンロード曲はPLAYSTATION StoreまたはXbox Live Marketplaceから購入可能。
配信日：2007年11月20日
- クリーデンス・クリアウォーター・リバイバル『フォーチュネイト・サン』
- フォリナー『JUKE BOX HERO』
- T・レックス『BANG A GONG (GET IT ON)』
- ザ・ナック『マイ・シャローナ』
- ザ・ランナウェイズ『CHERRY BOMB』
- ウルフマザー『JOKER & THE THIEF』
- メタリカパック
  - 『RIDE THE LIGHTNING』
  - 『BLACKENED』
  - 『...AND JUSTICE FOR ALL』
- クイーンズ・オブ・ザ・ストーン・エイジパック
  - 『3'S & 7'S』
  - 『LITTLE SISTER』
  - 『SICK, SICK, SICK』
- ポリス
  - 『キャント・スタンド・ルージング・ユー』
  - 『SYNCHRONICITY II』
  - 『ROXANNE』

配信日：2007年11月27日
- デヴィッド・ボウイパック
  - 『HEROES』
  - 『MOONAGE DAYDREAM』
  - 『QUEEN BITCH』

配信日：2007年12月4日
- ブラック・サバスパック
  - 『N.I.B.』
  - 『SWEET LEAF』
  - 『WAR PIGS』

配信日：2007年12月11日
- パンクパック
  - バズコックス『EVER FALLEN IN LOVE?』
  - ザ・クラッシュ『I FOUGHT THE LAW』
  - ラモーンズ『ROCKAWAY BEACH』

配信日：2007年12月18日
- レディオヘッド『MY IRON LUNG』
- プリテンダーズ『BRASS IN POCKET』
- ウィーザー『BUDDY HOLLY』

配信日：2007年12月25日
- サーティー・セカンズ・トゥ・マーズ『ATTACK』
- サーティー・セカンズ・トゥ・マーズ『THE KILL』
- オール・アメリカン・リジェクツ『DIRTY LITTLE SECRET』
- オール・アメリカン・リジェクツ『MOVE ALONG』
- ザ・サウンズ『SONG WITH A MISSION』

配信日：2008年1月1日
- レーナード・スキナード『GIMME THREE STEPS』
- ブラック・クロウズ『HARD TO HANDLE』
- ラッシュ『LIMELIGHT』

配信日：2008年1月8日
- ハイヴス『DIE, ALL RIGHT!』
- ストーン・テンプル・パイロッツ『INTERSTATE LOVE SONG』
- アイアン・メイデン『THE NUMBER OF THE BEAST』

配信日：2008年1月15日
- スウィート『ACTION』
- モンキーズ『LAST TRAIN TO CLARKSVILLE』
- ブリンク 182『ALL THE SMALL THINGS』

配信日：2008年1月22日
- オアシスパック
  - 『DON'T LOOK BACK IN ANGER』
  - 『LIVE FOREVER』
  - 『WONDERWALL』

配信日：2008年1月29日
- スマッシング・パンプキンズ『SIVA』
- ラッシュ『WORKING MAN』
- コヒード・アンド・カンブリア『TEN SPEED (OF GOD'S BLOOD AND BURIAL)』

配信日：2008年2月5日
- B-52's『ROAM』
- フェイス・ノー・モア『WE CARE A LOT』
- キッス『CALLING DR. LOVE』

配信日：2008年2月12日
- パンクパック2
  - ザ・クラッシュ『COMPLETE CONTROL』
  - ポリス『TRUTH HITS EVERYBODY』
  - ラモーンズ『TEENAGE LOBOTOMY』

配信日：2008年2月19日
- ストーン・テンプル・パイロッツ『SEX TYPE THING』
- ウィーザー『EL SCORCHO』
- ガービッジ『WHY DO YOU LOVE ME?』

配信日：2008年2月26日
- ナイン・インチ・ネイルズパック
  - 『THE COLLECTOR』
  - 『MARCH OF THE PIGS』
  - 『THE PERFECT DRUG』

配信日：2008年3月4日
- グレイトフル・デッドパック
  - 『CHINA CAT SUNFLOWER』
  - 『CASEY JONES』
  - 『シュガー・マグノリア』
  - 『トラッキン』
  - 『FRANKLIN'S TOWER』
  - 『I NEED A MIRACLE』

配信日：2008年3月11日
- ブラック・タイド『SHOCKWAVE』
- パラモア『CRUSHCRUSHCRUSH』
- サージ・タンキアン『BEETHOVEN'S C***』

配信日：2008年3月18日
- スラッシュパック
  - アット・ザ・ゲイツ『BLINDED BY FEAR』
  - ザ・ホーンテッド『SHADOW WORLD』
  - イーヴァイル『THRASHER』

配信日：2008年3月25日
- ボストン
  - 『MORE THAN A FEELING』
  - 『PEACE OF MIND』
  - 『ROCK & ROLL BAND』
  - 『SMOKIN'』
  - 『HITCH A RIDE』
  - 『SOMETHING ABOUT YOU』

配信日：2008年4月1日
- GLaDOS『STILL ALIVE』

配信日：2008年4月8日
- ハーモニクストラックパック：ハーモニクス社員のバンドによる楽曲
  - バング・カマロ『ROCK REBELLION』
  - カウント・ゼロ『SHAKE』
  - フリーズポップ『SPRøDE』

## シリーズ作品
- 『Rock Band』（Xbox 360、PS3、PS2、Wii)
- 『Rock Band 2』（Xbox 360、PS3、PS2、Wii)
- 『Rock Band Track Pack Vol. 1』（Wii、PS2)
- 『AC/DC Live: Rock Band Track Pack』（Xbox 360、PS3、PS2、Wii)
- 『Rock Band Track Pack Vol. 2』（Xbox 360、PS3、PS2、Wii)
- 『Rock Band Track Pack: Classic Rock』（Xbox 360、PS3、PS2、Wii)
- 『Rock Band Country Track Pack』（Xbox 360、PS3、PS2、Wii)
- 『Rock Band Metal Track Pack』（Xbox 360、PS3、PS2、Wii)
- 『Rock Band Unplugged』（PSP)
- 『The Beatles: Rock Band』(Xbox 360、PS3、Wii)
- 『Lego Rock Band』(Xbox 360、PS3、Wii、Nintendo DS)
- 『Green Day: Rock Band』(Xbox 360、PS3、Wii)（2010年6月リリース予定）

現状ではすべて日本版は発売されていない。

## 権利侵害等問題
2008年7月10日にコナミデジタルエンタテインメントが同社が保有する特許権(米国特許「MUSIC STAGING DEVICE APPARATUS, MUSIC STAGING GAME METHOD, AND READABLE STORAGE MEDIUM」)を侵害したとして、開発元のHarmonixとその親会社であるMTV NetworksとViacomに対して製造・販売の禁止と損害賠償を目的とした訴えを起こした。これに対してHarmonixとViacomはコナミデジタルエンタテインメントが販売するRock Revolutionや楽器型コントローラーが、Rock Bandの特許侵害だとして対抗訴訟を起こした。
2010年に両者の訴訟を取り下げ和解することとなった。